# Hikueru (atolón)
Hikueru o Te Kārena es un atolón de las Tuamotu, en la Polinesia Francesa. Está situado en el centro del archipiélago, a 700 km al este de Tahití.

## Geografía
El atolón tiene una forma ovalada, de 15 km de largo y una superficie total de 25 km². La laguna es profunda y sin ningún paso navegable pero con numerosos canales. La villa principal es Tapupati, y la población total es de 150 habitantes en el censo de 2002. La población vive principalmente de la producción de copra. Dispone de un aeródromo.

## Historia
El atolón fue descubierto por el francés Louis Antoine de Bougainville en 1768. También se ha conocido históricamente como Melville, y Domingo de Bonaechea, en 1775, lo llamó San Juan. En 1906 sufrió los efectos de un ciclón que causó la muerte de 377 personas. Hasta los años 1970 fue uno de los grandes centros de recolección de perlas.

## El atolón en la literatura
El escritor Jack London describió los efectos del ciclón en Hikueru en su cuento «The house of Mapuhi», incluido en «South Sea Tales» (1911). La escritora catalana Aurora Bertrana escribió un cuento romántico y de aventuras sobre Hikueru: «Tekao», incluido en «Peikea, princesa caníbal i altres contes oceànics» (1934), y ampliado posteriormente como novela corta en «Ariatea» (1960).

## Comuna de Hikueru
Hikueru es la capital de una comuna que incluye la comuna asociada de Marokau, y tres atolones más pequeños y deshabitados:
| Islas                       | Habitantes (censo 2002) | Superficie (km²) |
| --------------------------- | ----------------------- | ---------------- |
| Hikueru                     | 150                     | 25               |
| Morokau (islas Dos Grupos)  | 55                      | 14,7             |
| Ravahere (islas Dos Grupos) | 0                       | 7                |
| Reitoru                     | 0                       | 8                |
| Tekokota                    | 0                       | 0,7              |
| TOTAL                       | 205                     | 55,4             |